# No Other
No Other är ett studioalbum med den amerikanske sångaren och låtskrivaren Gene Clark, tidigare medlem i The Byrds. 1972 återförenades The Byrds och Clark deltog i inspelningen av albumet Byrds som släpptes 1973 på skivbolaget Asylum Records. David Geffen gav då Clark ett kontrakt som solo-artist och No Other blev det första albumet med Gene Clark på Asylum Records.
Mottagandet av albumet blev en besvikelse. No Other sålde minimalt och dåtidens recensioner var dåliga. Numera anses albumet som en klassiker som var långt före sin tid.
Efter Gene Clarks bortgång 1991 återutgavs albumet flera gånger, bland annat i en CD-version från 2003 med sju bonusspår med alternativa versioner av sju av de åtta låtarna från original-albumet.
2014 anordnade Victoria Legrand och Alex Scally från Baltimore-bandet Beach House en jubileumsturné med diverse musiker kallad "Gene Clark No Other Band" för att presentera musiken från No Other för nya lyssnare. Bandet bestod av musiker från Lower Dens, Wye Oak, Celebration, Fleet Foxes, Grizzly Bear och The Walkmen, samt Iain Matthews från Fairport Convention.

## Låtlista
Sida 1
1. "Life's Greatest Fool" – 4:44
2. "Silver Raven" – 4:53
3. "No Other" – 5:08
4. "Strength of Strings" – 6:31

Sida 2
1. "From a Silver Phial" – 3:40
2. "Some Misunderstanding" – 8:09
3. "The True One" – 3:58
4. "Lady of the North" (Gene Clark, Doug Dillard) – 6:04

Alla sånger skrivna av Gene Clark, om ej annat anges.

## Medverkande
- Gene Clark – gitarr, sång

Bidragande musiker
- Chris Hillman – mandolin
- Jesse Ed Davis – gitarr
- Stephen Bruton – gitarr
- Bill Cuomo – orgel
- Craig Doerge – keyboard
- Howard "Buzz" Feiten – gitarr
- Danny Kortchmar – gitarr
- Russ Kunkel – trummor
- Joe Lala – percussion
- Ted Machell – cello
- Jerry McGee – gitarr
- Lee Sklar – basgitarr
- Butch Trucks – trummor
- Michael Utley – keyboard
- Richard Greene – violin
- Beryl Marriott – violin
- Sherlie Matthews, Cindy Bullens, Ronnie Barron, Clydie King, Claudia Lennear, Venetta Fields, Timothy B. Schmit, Carlena Williams – bakgrundssång